# Pacyfikacja wsi Kapice
Pacyfikacja wsi Kapice – masowy mord na ludności cywilnej, połączony z grabieżą i niszczeniem mienia, dokonany przez okupantów niemieckich we wsi Kapice na Mazowszu. Na przełomie lipca i sierpnia 1944 roku wieś została spalona, a jej mieszkańców wysiedlono. 8 września żołnierze Wehrmachtu urządzili obławę na uchodźców, mordując 51 osób, w tym wiele kobiet i dzieci.

## Przebieg pacyfikacji
Kapice leżą w pobliżu Bagien Biebrzańskich. Przed pacyfikacją liczyły 120 gospodarstw, zamieszkiwanych przez około 500 mieszkańców.
Pod koniec lipca lub na początku sierpnia 1944 roku, w związku ze zbliżaniem się frontu wschodniego, Niemcy zarządzili wysiedlenie wsi. Mieszkańcom rozkazano przenieść się do innych miejscowości, a zdolnych do pracy w wielu wypadkach wywieziono na roboty przymusowe. Wysiedlenie przeprowadzono tak szybko, że ludność nie zdołała zabrać ze sobą dobytku, co umożliwiło Niemcom szeroko zakrojoną grabież. Zrabowano m.in. 200 koni, 452 krowy i 621 sztuk trzody chlewnej. Następnie Niemcy wysadzili w powietrze zabytkowy drewniany kościół, a wieś spalili. Zniszczeniu uległo 114 domów mieszkalnych i 236 budynków gospodarczych.
8 września 1944 roku Niemcy urządzili obławę na uchodźców, którzy koczowali na łąkach nad Biebrzą. Żołnierze zastrzelili 51 osób, w tym 49 mieszkańców Kapic i dwóch mieszkańców Grajewa. W gronie ofiar znalazło się osiem kobiet i szesnaścioro dzieci. Czterech schwytanych mężczyzn zabrano do prac przymusowych przy budowie fortyfikacji (wszyscy przeżyli).
Zbrodni dokonali żołnierze 50. Dywizji Piechoty, która wchodziła w skład 4. Armii.
Po wojnie wieś została odbudowana. Zwłoki ofiar pacyfikacji początkowo pogrzebano w miejscu egzekucji. Później zostały przeniesione na cmentarz katolicki w Kapicach.